# Höllviken
Höllviken (dansk: Hølvig, historisk Høllen) er et byområde i Vellinge kommun i Skåne. Området ligger øst for Falsterbokanalen på Falsterbo-halvøen og har godt 10.000 indbyggere. Höllviken er således det byområde i kommunen, der har flest indbyggere.